# ناگاساکی

محل شهر ناگاساکی در استان ناگاساکی

ناگاساکی (به ژاپنی: 長崎市 Nagasaki) نام بندری در غرب جزیره کیوشو در کشور ژاپن و مرکز استان ناگاساکی است. ناگاساکی دومین و تاکنون آخرین شهری است که در جنگ جهانی دوم مورد حمله بمب اتمی آمریکا قرار گرفت.
نهم اوت ۱۹۴۵م هواپیمای بی-۲۹ آمریکایی که به قصد بمباران کوکورا، از جزیرهٔ تینیان پرواز کرده بود به خاطر ابری بودن هوا مجبور شد به جای ککورا هدف دوم تعیین شده یعنی ناگاساکی را بمباران کند. در این بمباران بمب ۵/۴ تنی در بردارندهٔ حدود ۱۰ کیلوگرم پلوتونیوم-۲۳۹ به سوی ناگاساکی رها شد و در ارتفاع ۵۰۰ متری منفجر گشت. در این انفجار غیر از قربانیان سال‌های بعد ۷۳۸۸۴ نفر کشته و ۷۴۹۰۹ نفر مجروح شدند.